# NEUROD2
NEUROD2 (англ. Neuronal differentiation 2) – білок, який кодується однойменним геном, розташованим у людей на короткому плечі 17-ї хромосоми. Довжина поліпептидного ланцюга білка становить 382 амінокислот, а молекулярна маса — 41 361.
| 10         |  | 20         |  | 30         |  | 40         |  | 50         |
| ---------- |  | ---------- |  | ---------- |  | ---------- |  | ---------- |
| MLTRLFSEPG |  | LLSDVPKFAS |  | WGDGEDDEPR |  | SDKGDAPPPP |  | PPAPGPGAPG |
| PARAAKPVPL |  | RGEEGTEATL |  | AEVKEEGELG |  | GEEEEEEEEE |  | EGLDEAEGER |
| PKKRGPKKRK |  | MTKARLERSK |  | LRRQKANARE |  | RNRMHDLNAA |  | LDNLRKVVPC |
| YSKTQKLSKI |  | ETLRLAKNYI |  | WALSEILRSG |  | KRPDLVSYVQ |  | TLCKGLSQPT |
| TNLVAGCLQL |  | NSRNFLTEQG |  | ADGAGRFHGS |  | GGPFAMHPYP |  | YPCSRLAGAQ |
| CQAAGGLGGG |  | AAHALRTHGY |  | CAAYETLYAA |  | AGGGGASPDY |  | NSSEYEGPLS |
| PPLCLNGNFS |  | LKQDSSPDHE |  | KSYHYSMHYS |  | ALPGSRPTGH |  | GLVFGSSAVR |
| GGVHSENLLS |  | YDMHLHHDRG |  | PMYEELNAFF |  | HN         |  |            |

A: Аланін

C: Цистеїн

D: Аспарагінова кислота

E: Глутамінова кислота

F: Фенілаланін

G: Гліцин

H: Гістидин

I: Ізолейцин

K: Лізин

L: Лейцин

M: Метіонін

N: Аспарагін

P: Пролін

Q: Глутамін

R: Аргінін

S: Серин

T: Треонін

V: Валін

W: Триптофан

Кодований геном білок за функціями належить до активаторів, білків розвитку. 
Задіяний у таких біологічних процесах, як транскрипція, регуляція транскрипції, диференціація клітин, нейрогенез. 
Білок має сайт для зв'язування з ДНК. 
Локалізований у ядрі.